# Marie-Noëlle Pelloquin
 (octobre 2017).
Si vous disposez d'ouvrages ou d'articles de référence ou si vous connaissez des sites web de qualité traitant du thème abordé ici, merci de compléter l'article en donnant les références utiles à sa vérifiabilité et en les liant à la section « Notes et références ».
Marie-Noëlle Pelloquin est une comédienne et écrivaine français née le 13 juin 1948 à Bordeaux.

## Œuvres
Elle a publié deux romans :
- Je suis douce, Robert Morel, 1971. (Collection "Blanche")[1]
- Picoline, Éditions du Seuil, 1973 (Prix Jules-Favre de l’Académie française)[2],[3]

Elle est aussi auteur de pièces pour enfants :
- Mamie Marmite, 1998.
- L'apprenti-funambule, 2000[4].

En 2017, elle a créé un spectacle d'après "L'homme qui marche" de Christian Bobin,.
Compagne du peintre Gerarviel, elle a aussi été clown et fil-de-fériste pendant de nombreuses années.